# Галіма Аден
Галіма Аден (англ. Галіма Аден; нар. 19 вересня 1997) — сомалійська та американська модель. Перша жінка, яка брала участь у конкурсі краси одягненою у хіджаб. У 2021 році була названа однією зі 100 жінок за версією BBC.

## Біографія
Народилася 19 вересня 1997 року у таборі для сомалійських біженців на кордоні Кенії та Сомалі. У 7 років з батьками емігрувала у США. Навчалася в Державному університеті Сент-Клауда.
У 2016 році в конкурсі красі «Міс Міннесота США» брала участь одягненою у хіджаб, а конкурсі купальників вийшла у буркіні. На конкурсі дійшла до півфіналу. У 2016 році брала участь у Міланському та Лондонському тижні моди. Наступного року з Аден підписало договір модельне агентство IMG Models. У лютому 2017 року вона дебютувала на Нью-Йоркському тижні моди на Yeezy Season 5. Пізніше була ведучою конкурсу «Міс США 2017».